# Майлз проти європейських шкіл
Майлз та інші проти європейських шкіл (C-196/09) — справа Європейської Унії, яка стосується преюдиційного запиту до Суду Європейської Унії.

## Зміст
Рада зі скарг європейських шкіл (створена згідно з міжнародною угодою між різними державами-членами та ЄС, Конвенцією про європейські школи) прагнула зробити Преюдиційний запит до Суду, і питання полягало в тому, чи може вона зробити це відповідно до статті 267 ДФЄУ.

## Судове рішення
Велика палата Суду ЄУ постановила, що Рада зі скарг європейських шкіл є судом, а не судом держави-члена. Це відрізнялося від суду Бенілюксу.